# Philonthus furcifer
Philonthus furcifer är en skalbaggsart som beskrevs av Renkonen 1937. Philonthus furcifer ingår i släktet Philonthus, och familjen kortvingar. Arten är reproducerande i Sverige.